# Lisa (film)
Lisa – amerykański kryminał sensacyjny, który powstał 1990 roku z udziałem Cheryl Ladd.

## Treść
Czternastoletnia Lisa marzy o randkach z chłopakami, ale jej surowa matka Katherine zabrania jej tego do czasu, gdy jej córka ukończy szesnaście lat. Nastolatka i jej najlepsza przyjaciółka Wendy wymyśliły sobie więc zabawę – flirtują potajemnie przez telefon. Lisa spotyka pewnego dnia w drodze do domu Richarda i fotografuje się z nim. Jest nim zafascynowana od pierwszej chwili. Ustala jego domowy numer telefonu i rozpoczyna z Richardem flirt. Podaje się za swą matkę. Umawia spotkanie i skłania w sprytny sposób do odwiedzenia Richarda w jego wytwornej restauracji. Lisa wie, że Richard jest starszy od niej o wiele lat, więc może być odpowiednim partnerem dla matki, której życie miłosne dostarcza wiele frustracji. Richard jest przekonany, że jego rozmówczynią jest Katherine. Ustala adres zamieszkania swej wielbicielki. Córka z matką nie wiedzą, że Richard jest psychopatycznym seryjnym zabójcą, który uśmierca swe ofiary przy winie i świetle świec. Zabawa we flirt przemienia się w okrutny koszmar.

## Obsada
- Cheryl Ladd – Katherine Holland
- D.W. Moffett – Richard / Candlelight Killer
- Staci Keanan – Lisa Holland
- Tanya Fenmore – Wendy Marks
- Jeffrey Tambor – Pan Marks, ojciec Wendy
- Julie Cobb – Pani Marks, matka Wendy
- Edan Gross – Ralph Marks, brat Wendy
- Elizabeth Gracen – Mary (pierwsza ofiara)
- Frankie Thorn – Judy (druga ofiara)
- Lisa Moncure – Sarah (pracownica Katherine)
- John Hawker – Pan Howard (sprzedawca)